# Galium moldavicum
Galium moldavicum är en måreväxtart som först beskrevs av Dariya Nikitichna Dobroczajeva, och fick sitt nu gällande namn av João Manuel Antonio do Amaral Franco. Galium moldavicum ingår i släktet måror, och familjen måreväxter. Inga underarter finns listade i Catalogue of Life.